# Adalbéron de Reims
Vous lisez un « bon article » labellisé en 2008.
Pour les articles homonymes, voir Adalbéron.

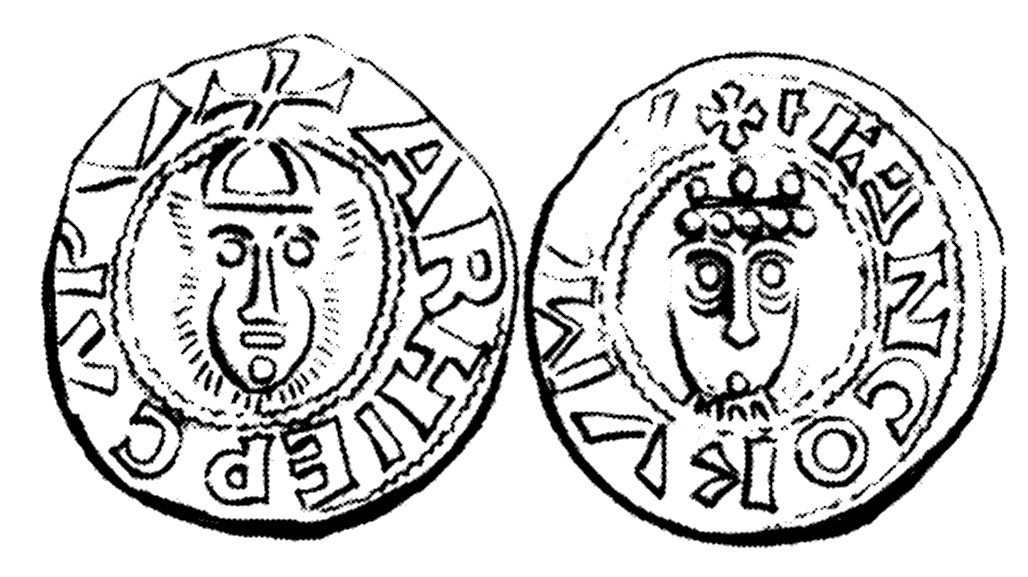
Denier anonyme attribuable à Reims et à l'archevêque Gerbert d'Aurillac ou à Arnoul, fin du Xe siècle.

Adalbéron de Reims, né vers 925 et mort à Reims le 13 janvier 989, est le trente-neuvième archevêque de Reims de 969 à 989. Homme de lettres et de sciences, Adalbéron est nommé archevêque de Reims par le roi Lothaire pour imposer une série de réformes religieuses dans cette province ecclésiastique. Il commence par appeler à la tête de son école épiscopale Gerbert d'Aurillac, l'un des plus grands savants de son temps.
Natif d'une famille lotharingienne, Adalbéron aspire au retour en Occident  d'un vaste empire, qui serait dirigé par les Ottoniens. Après les attaques répétées du roi Lothaire contre Otton II pour récupérer la Lotharingie, Adalbéron se détourne du roi des Francs et se rapproche de l'empereur germanique. Accusé de trahison par Lothaire puis par son fils Louis V, il est convoqué à Compiègne pour y être jugé (986-987). Sauvé par les morts successives des deux souverains, le prélat reçoit le soutien du duc des Francs Hugues Capet, qu'il sacre roi probablement à Noyon en juillet 987. Pensant à tort qu'Hugues Capet deviendrait un serviteur de l'Empire, Adalbéron est ainsi le principal artisan de l'accession au trône de la famille capétienne. À sa mort en 989, dans un contexte de crise (prise de Laon par Charles de Lorraine), le siège rémois échoit à Arnoul, un fils illégitime de Lothaire, plutôt qu'à Gerbert d'Aurillac, le futur pape Sylvestre II.

## Biographie

### La politique d’Adalbéron à Reims

#### Une famille puissante

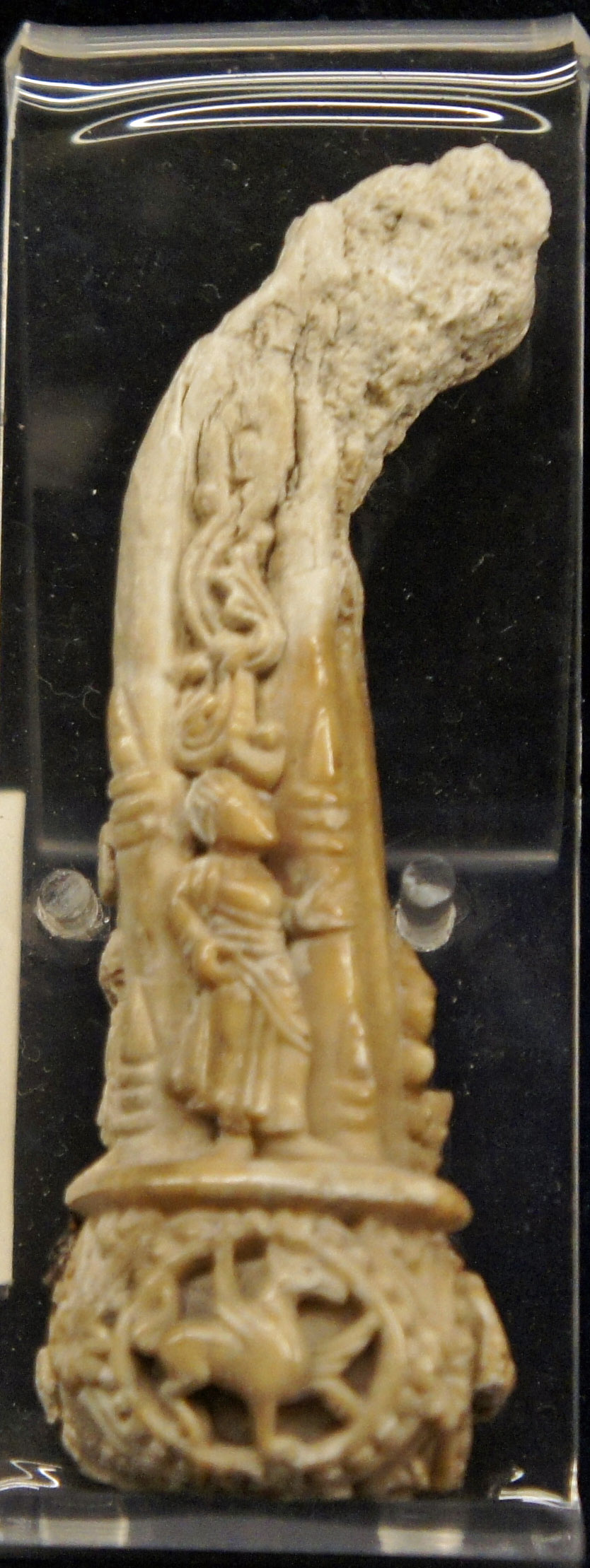
Volute de la crosse dite d'Adalbéron d'Ardenne dans le trésor de Reims, palais du Tau.

Adalbéron appartient à l'illustre famille lorraine des Wigéricides, issue de Wigéric. Il est le fils de Gozlin, comte ardennais de Bidgau et Methingau puis abbé laïc de Gorze, et d'Oda de Metz. L'abbaye de Gorze est un des hauts lieux de la réforme monastique qui se déroule à cette époque en Lotharingie. La famille d'Adalbéron est une ancienne famille franco-saxonne qui sait, selon ses intérêts, se tourner soit vers la Francie soit vers l'Empire. Par ses parents il descend à la fois des Carolingiens et des Saxons/Ottoniens. Cunégonde, la grand-mère paternelle d'Adalbéron, était la petite-fille du roi Louis II le Bègue. Quant à sa grand-mère maternelle, Oda de Saxe, elle était la fille de Otton de Saxe le fondateur de la famille ottonienne.
Au Xe siècle, la maison d'Ardenne est puissante et bien établie autour de la Meuse avec notamment :
- Ferri comte de Bar[4], oncle d'Adalbéron de Reims et mari de Béatrice la sœur d'Hugues Capet, bientôt duc de Haute-Lotharingie ;
- Godefroi de Verdun dit le Captif († v. 1002) : fils aîné et successeur de Gothelon qui reçoit en plus le comté de Verdun (963), le marquisat d'Anvers (969) puis temporairement le comté de Hainaut (974-988) ;
- Régnier de Bastogne[4] : comte de Bastogne en 965, il est le père de l'évêque Adalbéron de Laon connu aussi sous le nom d'Ascelin ;
- Henri : comte d'Ardenne ;
- Adalbéron de Reims († 989)[4] : fils cadet, il rentre dans les ordres avant de recevoir en 969 l'archevêché de Reims. Reims est le plus puissant archevêché de Francie et a sous sa dépendance dix évêchés : Senlis, Soissons, Beauvais, Amiens, Thérouanne, Tournai, Noyon, Laon, Châlons-sur-Marne et Cambrai (qui est ville d’empire)[6].

Né dans les Ardennes, le jeune Adalbéron est élevé au monastère de Gorze, près de Metz, alors contrôlé par son oncle Adalbéron, évêque de Metz. D'abord chanoine de Metz il est choisi par le roi Lothaire pour succéder à Odalric sur le siège archiépiscopal de Reims en 969 : il a une quarantaine d'années. À cette époque et depuis une trentaine d'années, l'archevêché de Reims revenait à un prélat lorrain. Ainsi le clan d'Ardennes entend bien préserver sa suprématie dans cette région proche de la Lotharingie.
Adalbéron est un fidèle soutien des Ottoniens pour s'opposer aux comtes de Hainaut qui luttent contre le pouvoir impérial depuis le début du Xe siècle : Régnier III († 958) lance de nombreuses révoltes et va même jusqu'à s'allier au roi de France Louis IV d'Outremer.

#### La réforme ecclésiastique

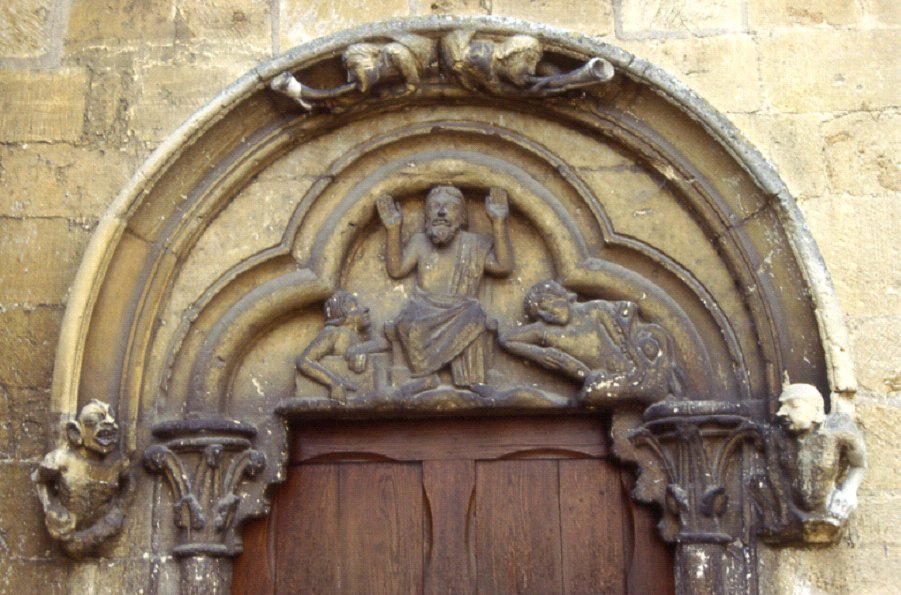
Scène du Jugement dernier, chapelle Saint-Stéphane, abbaye de Gorze (XIe siècle).

Lui-même grand lettré, à en croire Richer de Reims, Adalbéron fait de sa nouvelle cité un foyer de vie intellectuelle et de rayonnement artistique en faisant appel en mai 972 à un des plus grands savants de son temps : Gerbert d'Aurillac. Comme l'a montré Jean-Pierre Poly, l'écolâtre Gerbert dirige à Reims des études sur le droit romain.

« Il [Adalbéron] avait une connaissance remarquable des sciences humaines et divines en même temps qu'un grand talent d'élocution (…). Adalbéron chercha à instruire convenablement les enfants de son église dans les sciences libérales. »

— Richer de Reims, Histoires, IV-7, v. 990.
Reims a une réputation telle à la fin du Xe siècle, que le duc des Francs Hugues Capet y envoie son fils Robert vers 984 afin qu'il apprenne les rudiments du savoir de son temps. Lui-même illettré, ne maîtrisant pas le latin, Hugues souhaite que son fils devienne aussi instruit que les clercs. Adalbéron accueille volontiers Robert, qu'il confie à l'écolâtre Gerbert, qui s'est installé à l'école épiscopale de l'abbaye Saint-Rémi,. Le niveau intellectuel du jeune Robert s'est développé dans le trivium et le quadrivium, comme le reconnaît le biographe du futur souverain :

« Sa pieuse mère l'envoya aux écoles de Reims et le confia au maître Gerbert, pour être élevé par lui et instruit suffisamment dans les doctrines libérales. »

— Helgaud de Fleury, Epitoma vitae regis Roberti pii, v. 1033.
Formé chez les moines réguliers à Gorze, Adalbéron fait preuve d'un grand intérêt pour la réforme monastique. Il poursuit la réforme de l'abbaye de Saint-Rémi et lui joint celle de Saint-Timothée en obtenant de la part du pape Jean XIII un privilège pour l'ensemble. Quelque temps plus tard, il envoie un moine de Saint-Rémi restaurer le monastère de Saint-Thierry à quelques kilomètres au nord de Reims. En 971, Adalbéron fonde l'abbaye fortifiée de Mouzon où il installe les reliques de saint Arnoul. L'année suivante, il réunit un synode afin de faire relire les canons relatifs à la discipline pastorale et à la liturgie. Après leur avoir demandé de vivre en communauté (alors qu'ils vivaient dans des maisons particulières et s'occupaient uniquement de leurs affaires personnelles) il impose aux chanoines de sa province la règle de saint Benoît. Soucieux de son « troupeau », souligne l'Anonyme de Mouzon, Adalbéron imite son modèle Grégoire le Grand dans son Regula Pastoralis à la manière d'un berger montrant le chemin à suivre à ses fidèles. Voulant le bien de son peuple, il expulse définitivement les clercs séculiers dont il juge la science trop faible, la sagesse nulle et la non maîtrise de soi. Durant son archiépiscopat, la province de Reims voit une nette modification de sa liturgie.

#### L’embellissement de Notre-Dame de Reims
Dernier point de sa politique, l'agrandissement de la cathédrale de Reims, puisque le changement de la liturgie est aussi d'ordre architectural. Cette construction, comme les autres de cette époque, a pour origine la réorganisation des communautés ecclésiastiques qui naissent tout au long du Xe siècle. Cette requête oblige à définir une règle mais surtout un lieu de vie commune. Après plus d'un siècle d'existence il fallait embellir Notre-Dame. L'historien Richer de Reims, élève d'Adalbéron nous donne une description très précise des travaux effectués par l'archevêque à partir de 976 :

« Dans les premiers temps de sa promotion, il s'occupa beaucoup des bâtiments de son église. Il abattit entièrement les arcades qui, s'étendant depuis l'entrée jusqu'à près du quart de la basilique, la coupaient jusqu'en haut, en sorte que toute l'église, embellie, acquit plus d'étendue et une forme plus convenable. Il plaça, avec les honneurs qui lui étaient dus, le corps de saint Calixte, pape et martyr, à l'entrée même de l'église, c'est-à-dire dans un lieu plus apparent, et il y éleva un autel avec un oratoire très bien disposé pour ceux qui y viendraient prier. Il décora l'autel principal de croix d'or et l'enveloppa d'un treillis resplendissant (…). Il éclaira cette même église par des fenêtres où étaient représentées diverses histoires et la dota de cloches mugissantes à l'égal du tonnerre. »

— Richer de Reims, Histoires, v. 990.

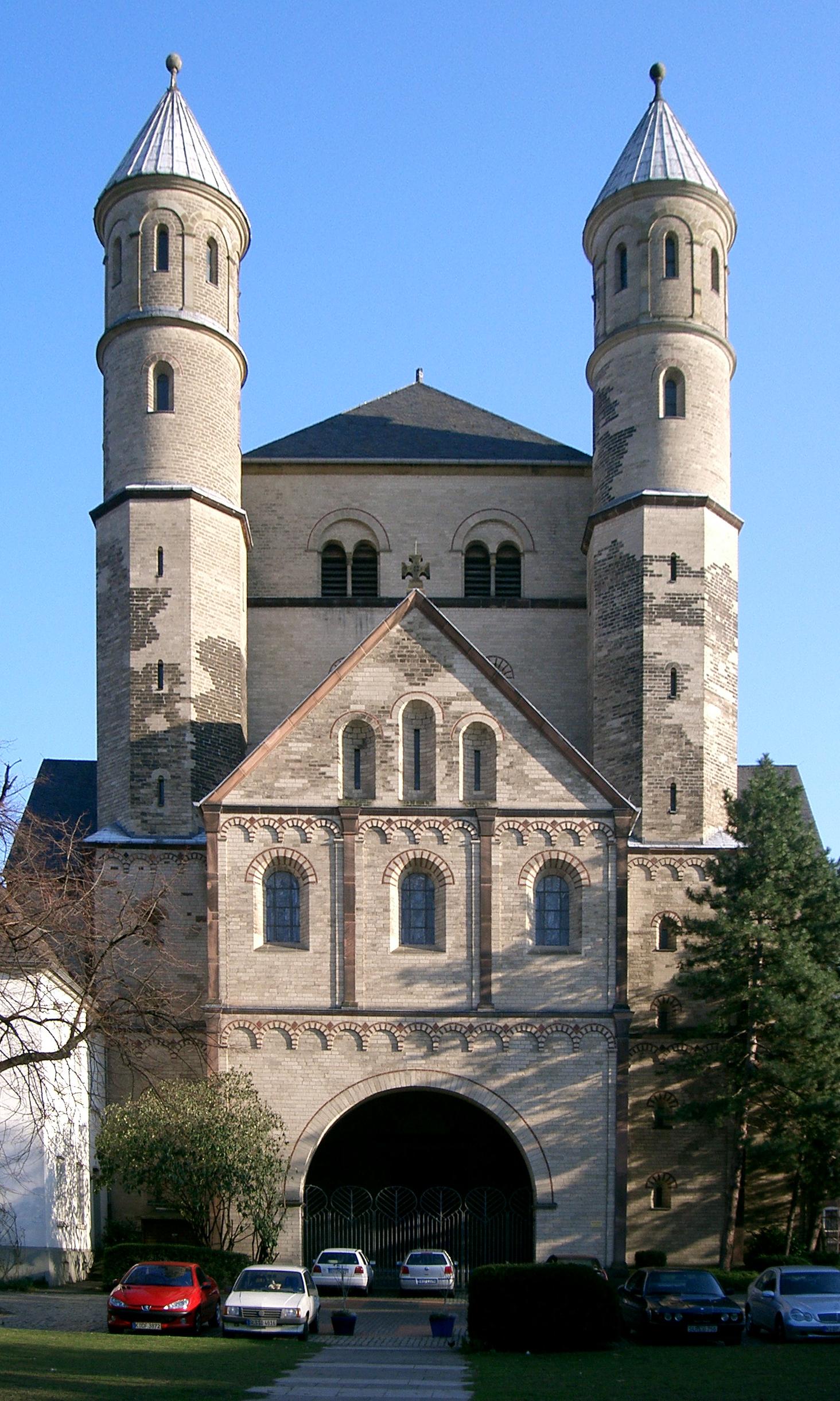
Façade de l’église Saint-Pantaléon de Cologne, d'architecture ottonienne (Xe siècle), semblable à celle de Notre-Dame de Reims à l'époque d'Adalbéron.

Ce témoignage sur l'aménagement d'un tombeau à l'ouest de l'église correspond à ce que l'on sait de la cathédrale carolingienne de Reims commencée par Ebbon (816-817) au moment du sacre impérial de Louis le Pieux et consacrée par Hincmar en 862 avant d'être modifiée, notamment en ce qui concerne la crypte par Adalbéron. Ce qu'on appelle la crypte ici, c'est le rez-de-chaussée voûté, souvent surmonté d'un étage, doté d'un autel.

« Outre cela, il fit fabriquer un autel portatif d'un travail non moins soigné. Sur cet autel, où le prêtre se tient devant Dieu, se trouvaient les figures des quatre évangélistes, façonnées en or et en argent, établies dans chacun des angles. Chacune par ses ailes déployées masquait jusqu'au milieu les faces latérales de l'autel ; elles tendaient leur visage vers l'Agneau immaculé. Par là il avait voulu copier l'arche de Salomon. Il fit aussi un candélabre à sept branches, lesquelles, sortant d'une seule tige, symbolisaient les sept dons de la grâce émanant tous d'un seul Esprit. Il décora par un travail non moins élégant, la châsse où il enferma la verge et la manne, c'est-à-dire les reliques des saints. Pour l'honneur de l'église, il suspendit aussi des couronnes dont la ciselure ne fut pas peu coûteuse. »

— Richer de Reims, Histoires, v. 990.
Les travaux luxueux d'Adalbéron semblent gêner le moine Richer qui souligne le coût en or, en argent, en orfèvrerie, en verrerie (autel portatif, couronnes, vitraux colorés…) pour l'aménagement de la maison de Dieu.

### Le rêve d’un empire ottonien en Occident

#### La concorde familiale

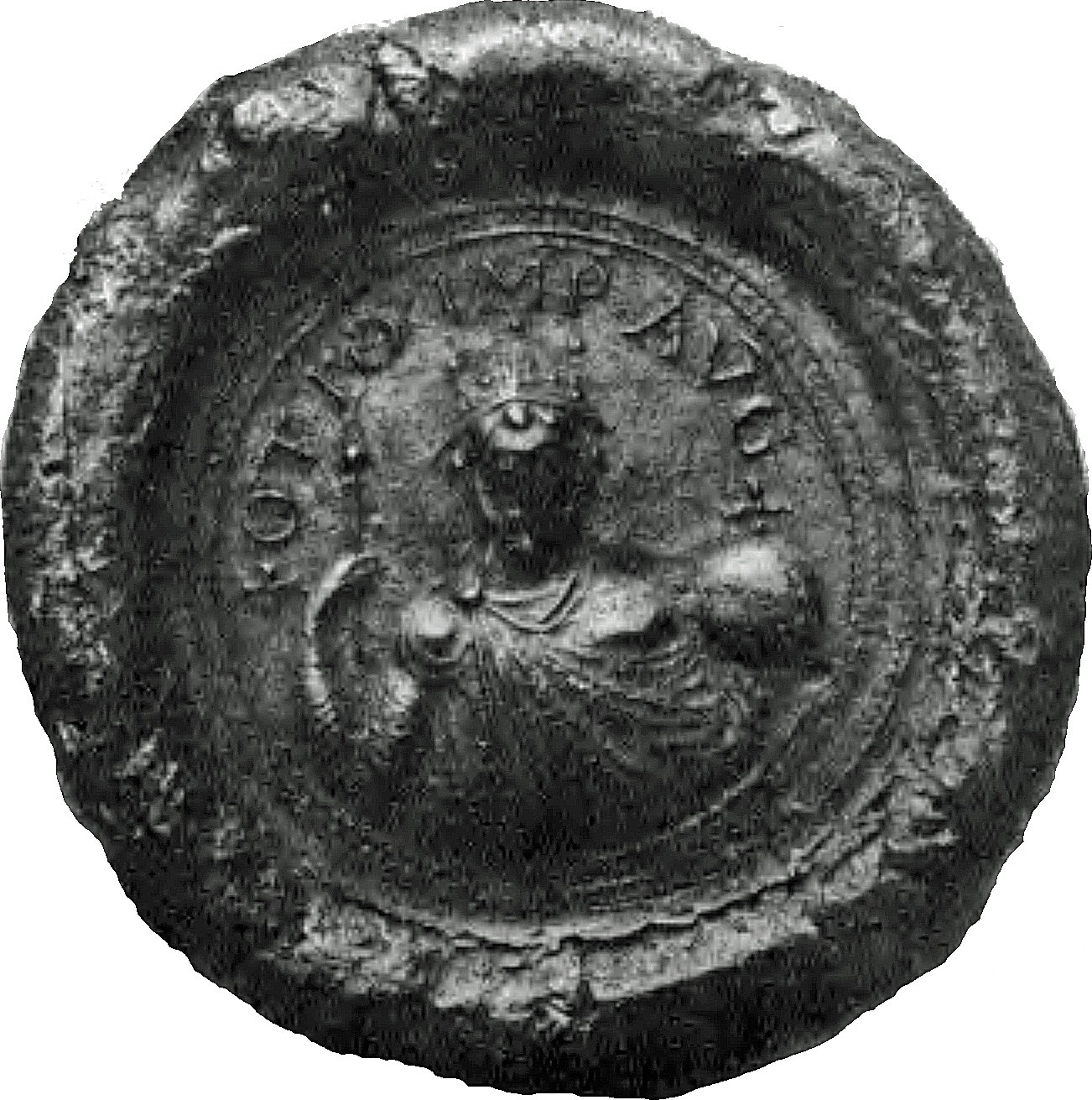
Sceau impérial d', 968.

Jusqu'à la fin du Xe siècle, Reims, étant le plus important des sièges archiépiscopaux de France, prétend à la primatie des Gaules et son titulaire a le privilège de sacrer les rois et de diriger leur chancellerie. De fait, l'archevêché rémois est traditionnellement favorable à la famille régnante et a, depuis longtemps, un rôle central dans la politique royale (la figure la plus marquante est certainement celle d'Hincmar de Reims, ami du roi Charles le Chauve). Mais l'élection d'Adalbéron de Reims semble marquer un tournant.
Très tôt il se tourne vers la famille impériale que son clan soutient depuis des décennies. Depuis l'évincement de Charles le Simple, qui avait souhaité annexer la Lotharingie « berceau de sa famille », les rois carolingiens puis robertiens avaient plus ou moins renoncé à ce projet. Cet affaiblissement du pouvoir en Francie occidentale a pour conséquence le renforcement du roi de Germanie qui est proclamé au même moment Empereur germanique (962). Pour avoir un représentant permanent et asseoir son autorité, Otton Ier fait élire à Reims un archevêque lorrain et place son frère (Brunon de Cologne) comme tuteur du roi Lothaire et du duc Hugues Capet (954-965). Depuis plusieurs décennies, Otton Ier et la papauté valident ensemble le candidat du roi à l'archevêché de Reims. Ce dernier siège a connu l'élection successive de deux Lorrains proches de la cour impériale : d'abord Oldéric (962) puis Adalbéron (969). Au cours des années 970, Adalbéron poursuit la politique de concorde familiale entamée par Brunon. Cependant, la rivalité grandissante entre Otton II et Lothaire place Adalbéron dans une situation délicate.

#### «L’ordre ottonien»
L'archevêque de Reims, siège frontalier tourné vers l'Empire, a pour dessein politique ce que les contemporains appellent « l'ordre ottonien ». Il souhaite renforcer la concorde familiale entre les Francs et les Saxons par le biais des alliances matrimoniales. Lothaire est le neveu d'Otton Ier puisque son père le défunt Louis IV s'était marié avec Gerberge de Saxe (939), sœur d'Otton Ier. Même situation pour Hugues Capet puisque Hugues le Grand avait épousé Hedwige de Saxe, autre sœur d'Otton Ier, afin de contrecarrer les visées du carolingien sur la Lotharingie. Durant sa minorité Lothaire est marié à Emma d'Italie dont le domaine est étroitement lié à la puissance ottonienne. Au terme de ces multiples alliances entre les trois principales familles d'Occident (carolingiens, robertiens et ottoniens), au Xe siècle, on évoque l'indivisibilité du territoire et une certaine unicité autour de la couronne impériale. Adalbéron et Gerbert parlent même d'une renovatio de la res publica (une renaissance du pouvoir public) sous l'égide de l'empereur ottonien.
Sous la tutelle de Brunon de Cologne, la Francie devient de plus en plus un royaume satellite d'Aix-la-Chapelle. En 965, Lothaire fait pâle figure au rassemblement des vassaux et parents d'Otton. À Reims, Adalbéron et Gerbert ne forment « qu'un seul corps et qu'une seule âme » (lettre de Gerbert). Après un bref séjour à Bobbio où Gerbert a été nommé abbé par l'empereur, il revient auprès de son maître rémois afin de le conseiller dans les manœuvres politiques : « comme un soldat de réserve de l'armée impériale ». À la fin de son règne l'empereur a mis la main sur l'ensemble des évêchés frontaliers (Reims, Verdun, Metz). Cependant à sa mort (973), les choses semblent évoluer,.

#### La révolte de Lothaire

Carte 1 : Le royaume de Francie au temps des derniers Carolingiens. D'après.

En 969 Adalbéron est choisi comme archi-chancelier par Lothaire. Les conflits réapparaissent. Après avoir spolié les comtes Régnier de leurs possessions pour rébellion, Otton II confie le Hainaut à Godefroy Ier de Verdun. En 976, Charles de Lorraine, Otton de Vermandois et les deux fils de Régnier III de Hainaut marchent sur Mons : Godefroi Ier est blessé. De son côté, l'archevêque déploie son armée sur Warcq à la poursuite d'Otton de Vermandois.
Lothaire reste encore favorable au clan d'Ardennes puisqu'il accepte de nommer Adalbéron (le neveu d'Adalbéron de Reims) à l'évêché de Laon (977). Mais, progressivement, le roi des Francs coupe ses racines saxonnes et se pose en véritable carolingien. En 978, il lance un assaut général sur Aix-la-Chapelle pour s'emparer de la Lotharingie, terre qui appartient au regnum teutonicum (royaume allemand) depuis 925. Il prend la ville, mais ne peut se maintenir. C'est un échec, le souverain doit se réfugier chez Hugues Capet qui passe alors pour le sauveur de la royauté carolingienne. En outre, les troupes de l'empereur germanique doivent battre en retraite à leur tour. Il est fort probable, comme le suggère Richer, que l'archevêque de Reims procura des guides pour traverser les rivières en crue (dont l'Aisne). Sans lui, la manœuvre, retardée par les lourds équipages de l'arrière-garde, aurait peut-être tourné au désastre.

« Comme Otton possédait la Belgique (la Lorraine) et que Lothaire cherchait à s'en emparer, les deux rois tentèrent l'un contre l'autre des machinations très perfides et des coups de force, car tous les deux prétendaient que leur père l'avait possédée. »

— Richer de Reims, Histoires, v. 990.
Appuyé par Reims, Hugues est désormais le nouvel homme fort du royaume. En 979, Lothaire souhaite assurer sa succession en associant au trône son fils aîné, en s'inspirant de la tradition ottonienne. La cérémonie se déroule à Compiègne en présence du roi, d'Arnoul (fils illégitime du roi), d'Adalbéron de Reims sous la bénédiction d'Hugues. L'assemblée acclame Louis V, selon le rite carolingien, et l'archevêque de Reims le sacre roi des Francs. En 980, au grand dam d'Hugues Capet, Lothaire décide de se réconcilier avec Otton II : il accepte de renoncer définitivement à la Lorraine. La tension monte entre Lothaire et Hugues. Le roi des Francs marie son fils Louis à Adélaïde d'Anjou qui lui apporte l'Auvergne et le comté de Toulouse, de quoi prendre en tenaille les territoires du robertien par le sud (982). C'est un échec, le couple divorce deux ans plus tard.

### Le procès d’Adalbéron

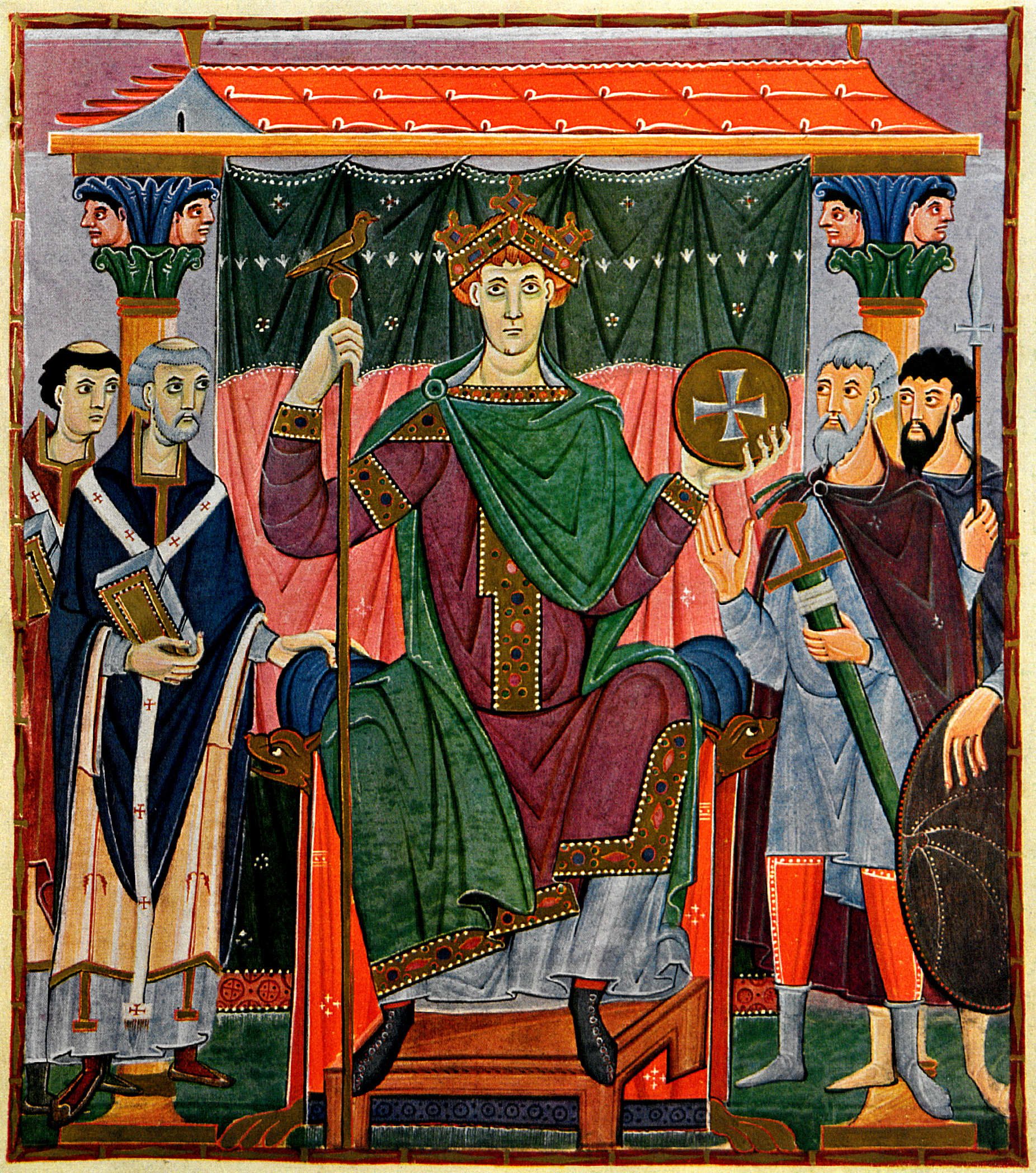
en majesté. La mort de en 983 ouvre la lutte pour la tutelle de son fils le jeune (Évangéliaire d, 1000, Bayerische Staatsbibliothek, Munich).

#### Les intrigues de Gerbert et Adalbéron
Otton III a trois ans quand son père meurt (983) : deux partis luttent alors pour assurer la régence, l'un emmené par Henri II de Bavière, dit le Querelleur et Lothaire, l'autre par les impératrices Théophano, sa mère, et Adélaïde de Bourgogne, sa grand-mère. Le tandem rémois met tout en œuvre pour protéger le jeune Otton. Adalbéron, conseille alors à Lothaire d'assurer la tutelle de l'enfant, en vain, puisque Théophano et l'archevêque Willigis de Mayence reprennent en main les affaires de l'Empire. Se rapprocher d'Hugues serait finalement faire renoncer la Lotharingie à la Francie. Grâce à la correspondance de Gerbert, beaucoup d'informations sur ces évolutions politiques ont pu être obtenues :

« Le roi Lothaire n'est le premier en France que par son titre. Hugues l'est, non par le titre, mais par ses faits et gestes. »

— Gerbert d'Aurillac, Correspondance, v. 985.
Adalbéron s'efforce d'entretenir la fidélité des prélats germaniques au jeune Otton III. Face à la déception d'un Lothaire irrité, son conseiller Gerbert suggère à l'archevêque de masser des troupes à Mézières et à Mouzon (deux forteresses qui appartiennent à la province rémoise dans l'Empire). Gerbert, comme le souligne une de ses lettres, se réjouit de conduire un contingent de l'armée ottonienne. N'ayant pu assurer la tutelle impériale, Lothaire décide de reprendre l'offensive contre Aix-la-Chapelle : en janvier 985 à la tête d'une armée de 10 000 hommes, le roi des Francs traverse le Rhin, prend Verdun en mars et emprisonne le comte Godefroi Ier de Verdun (frère d'Adalbéron), Frédéric (fils de Godefroi Ier), Sigefroi de Luxembourg (oncle de Godefroi) et Thierry de Haute-Lotharingie (neveu de Hugues Capet). L'archevêque de Reims est obligé par Lothaire de tenir une garnison à Verdun et d'écrire aux archevêques de Trèves, Mayence et Cologne qu'il est le fidèle du roi carolingien. De son côté, Gerbert se charge de démentir ces informations auprès des ecclésiastiques.
Depuis l'emprisonnement par le roi des Francs de Godefroi de Verdun, Adalbéron et Gerbert œuvrent activement mais secrètement, contre la famille carolingienne, dont le dessein gêne l'ordre ottonien. Le duc des Francs Hugues Capet devient pour eux le candidat idéal, d'autant qu'il soutient activement la réforme monastique dans ses abbayes quand les autres prétendants continuent à distribuer des charges ecclésiales et abbatiales à leur clientèle.

« L'amitié de Hugues doit être recherchée sans faiblesse. »

— Gerbert d'Aurillac à Adalbéron de Reims, Correspondance, juillet 985.
Une telle conduite ne pouvait que séduire les Rémois, très proches du mouvement clunisien. Les deux hommes poussent Hugues à se rapprocher des Ottoniens et de l'aristocratie lorraine.

#### Les derniers Carolingiens le traduisent en justice
Lothaire finit par se douter que l'archevêque de Reims joue un double jeu. Lorsqu'il lui demande de détruire les fortifications de Verdun, Adalbéron refuse en prétextant que ses soldats, affamés, ne sont plus en mesure de garder la ville. Furieux, Lothaire convoque une assemblée à Compiègne le 11 mai 985, sous prétexte que l'ecclésiastique avait placé son neveu Adalbéron sur le siège de Verdun sans son consentement. Alerté, le duc Hugues Capet marche sur Compiègne avec 600 hommes et l'assemblée se disperse. Il ordonne au roi de délivrer des Lorrains (captifs depuis la prise de Verdun en 985) mais Godefroi Ier de Verdun refuse d'être libéré, en échange de la cession de Mons, Verdun et du Hainaut à Lothaire.
Ce dernier qui souhaite attaquer Liège et Cambrai tombe subitement malade et décède à Laon en mars 986. Il est inhumé à Saint-Rémi de Reims et les funérailles sont organisées par Adalbéron. Dès lors, la reine mère Emma d'Italie tente de gagner à sa cause l'archevêque afin de réaliser une nouvelle alliance carolingienne-ottonienne mais la détermination opposée de Louis V met fin à ce rapprochement.
Le fils de Lothaire, Louis V reprend l'affaire mais, pour lui, il n'est pas question de faire la paix avec Adalbéron qu'il traite d'être « l'homme le plus scélérat que la terre porte » (Richer). Il lui reproche d'avoir favorisé la retraite des armées ottoniennes lors de la campagne militaire de 978. Louis V lance alors une expédition militaire contre Adalbéron afin qu'il se soumette une bonne fois pour toutes. Pour sauver sa cité, l'archevêque doit livrer des otages, détruire les châteaux qu'il possède dans son diocèse et enfin promettre de venir se justifier à Compiègne en mars 987. Une nouvelle assemblée est finalement organisée à Compiègne le 18 mai 987 pour entendre les explications de l'archevêque au sujet de ses trahisons.
Sont présents les suffragants de l'archevêque, les officiers du palais et l'entourage immédiat de Louis V. Cependant, ce dernier décède accidentellement d'une chute de cheval en forêt de Senlis lors d'une partie de chasse (21 ou 22 mai 987). Le temps presse, Hugues Capet écarte alors l'accusation qui pèse sur Adalbéron, et Louis V, qui avait souhaité son inhumation à l'abbaye Saint-Rémi de Reims, est enterré sur place à Saint-Corneille de Compiègne.
Le prélat fait part de l'intérêt qu'il porte au royaume de Francie. Une dernière assemblée est organisée à Senlis (dans le palais de Hugues Capet) le 29 mai afin qu'Adalbéron ait le temps de regagner Reims pour reprendre son siège épiscopal. Charles de Lorraine se précipite auprès de lui pour lui faire valoir ses droits à la succession mais l'archevêque l'éconduit et rejoint Senlis.

### Hugues Capet roi des Francs

#### L’éviction de Charles de Lorraine
En mai 987, les chroniqueurs, notamment Richer de Reims et Gerbert d'Aurillac, écrivent qu'à Senlis, « s'éteignit la race des Charles ». Or, même si Louis V est mort sans enfant, il reste un Carolingien susceptible de monter sur le trône. Il s'agit de Charles de Lorraine, fils de Louis IV et frère de Lothaire. Cela n’a rien d'extraordinaire : ce n'est pas la première fois qu'un Carolingien est en concurrence avec un Robertien. En fait, du temps du père d'Hugues Capet, on ne concevait pas de rompre avec les Carolingiens tant qu’il en existerait, et Louis IV était perçu comme jeune et pur. En 987, les temps ont changé. Depuis une dizaine d'années, Hugues Capet concurrence ouvertement le roi, il semble avoir soumis les grands vassaux, mais, surtout, son adversaire Charles de Lorraine est accusé de tous les maux : il a voulu usurper la couronne (978), il est l'allié d'Otton II puis il a accusé d'adultère la reine Emma d'Italie, femme de son frère. Adalbéron de Reims convoque les plus hauts seigneurs de la Francie à Senlis et leur dit :

« Nous n'ignorons pas que Charles [de Lorraine] a des partisans : ils soutiennent qu'il a des droits à la couronne, transmis par ses parents. Mais on ne doit porter sur le trône qu'un homme exceptionnel par la noblesse du sang et la vertu de l'âme. Or, Charles n'obéit pas à l'honneur, il a perdu la tête au point de s'être remis au service d'un roi étranger Otton II et d'avoir pris femme dans une classe inférieure de la noblesse. »

— Richer de Reims, Histoire, IV, en 991-998.
Adalbéron de Reims se démarque de l'opinion de son temps en refusant la règle de l'hérédité royale. Ceci va à l'encontre de l'interdiction pontificale qui affirme « d'oser jamais élire à l'avenir un roi d'autres reins » que ceux des Carolingiens. L'archevêque sait aussi que par deux fois, les papes du Xe siècle ont soutenu le carolingien Louis IV contre Hugues le Grand. La thèse d'Adalbéron est la suivante : « Des empereurs de race illustre furent déposés à cause de leur absence de vertu (virtus), ils eurent des successeurs tantôt égaux, tantôt inférieurs par leurs origines » (allusion à Charles le Gros (887) et à Charles le Simple (922)). En bref, si le prétendant est un Carolingien, mais manque de virtus le trône doit revenir à quelqu'un de plus illustre. Adalbéron plaide une dernière fois en faveur d'Hugues :

« Le trône ne s'acquiert point par droit héréditaire, et l'on ne doit mettre à la tête du royaume que celui qui se distingue par ses qualités. Donnez-vous donc pour chef le duc Hugues, recommandable par ses actions, par sa noblesse et par ses troupes, en qui vous trouverez un défenseur, non seulement de l'intérêt public mais aussi des intérêts privés. »

— Richer de Reims, Histoire, IV, en 991-998.

#### Hugues consolide sa dynastie

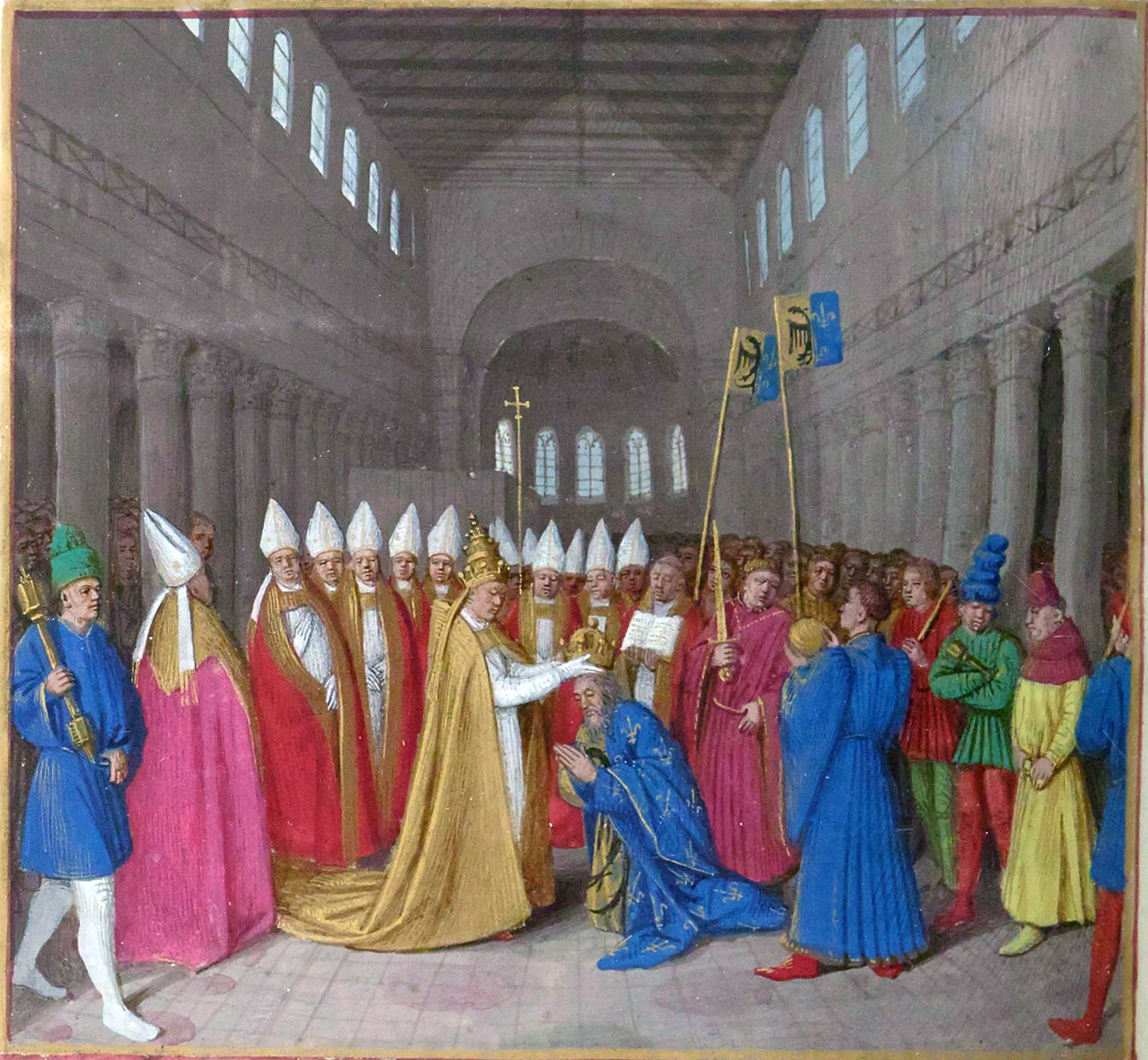
Couronnement de Charlemagne à Rome (Grandes Chroniques de France, XVe siècle).

Aujourd'hui on ne sait toujours pas, avec certitude, où et quand Hugues Capet a été couronné et sacré par Adalbéron de Reims. Richer écrit qu'Hugues est couronné et sacré le 1er juin mais Yves Sassier n'imagine pas qu'on puisse à l'époque sacrer le nouveau souverain dix jours seulement après la mort du Carolingien. Il semble plutôt qu'Hugues ait été acclamé roi par l'assemblée de Senlis (peut-être le 3 juin) puis couronné et sacré roi le 3 juillet à Noyon.

« Le duc fut porté au trône et reconnu roi par les Gaulois, les Bretons, les Normands, les Aquitains, les Goths, les Espagnols (du comté de Barcelone) et les Gascons. »

— Richer de Reims, Histoire, IV, en 991-998.
Mais les sources font également mention d'une cérémonie à Reims, d'où l'idée émise de deux cérémonies : une à Noyon (laïque) et l'autre à Reims (religieuse). Il semblerait que le choix de Noyon fasse référence au couronnement de Charlemagne en 768 afin de légitimer le nouveau roi aux yeux des partisans des carolingiens. Quant à la seconde cérémonie, à Reims, il s'agirait d'une marque de reconnaissance envers Adalbéron puisque la tradition du sacre à Reims n'est pas encore établie. On ne sait rien du déroulement du sacre et du couronnement d'Hugues ; en revanche il est à peu près certain qu'il portait un manteau de pourpre tissé d'or (et peut-être brodé de sujets pieux), des bas rouges, des chaussures violettes, une couronne à arche ornée de quatre fleurons et un sceptre.
Devenu roi, Hugues souhaite ancrer le destin des Capétiens afin que sa famille ne perde plus la couronne, comme ce fut le cas en 898 avec Eudes et en 923 avec Robert Ier. C'est ainsi, qu'il propose à Adalbéron l'association de son fils Robert au trône. L'archevêque de Reims est hostile à cette proposition et selon Richer, il aurait répondu au roi, « on n'a pas le droit de créer deux rois la même année ». On pense que Gerbert d'Aurillac (qui est lui-même proche de Borell II qui fut un temps son protecteur), serait alors venu au secours d'Hugues pour convaincre le prélat d'évoquer l'appel du comte Borell II, comte de Barcelone, demandant l'aide du nouveau roi pour lutter contre Al-Mansur. Si Hugues venait à mourir, qui lui succéderait ? Sous la contrainte, Adalbéron cède. Le jeune prince de 15 ans est acclamé, couronné puis sacré par l'archevêque de Reims le 25 décembre 987 dans la cathédrale Sainte-Croix d'Orléans.

### Les dernières années (988-989)

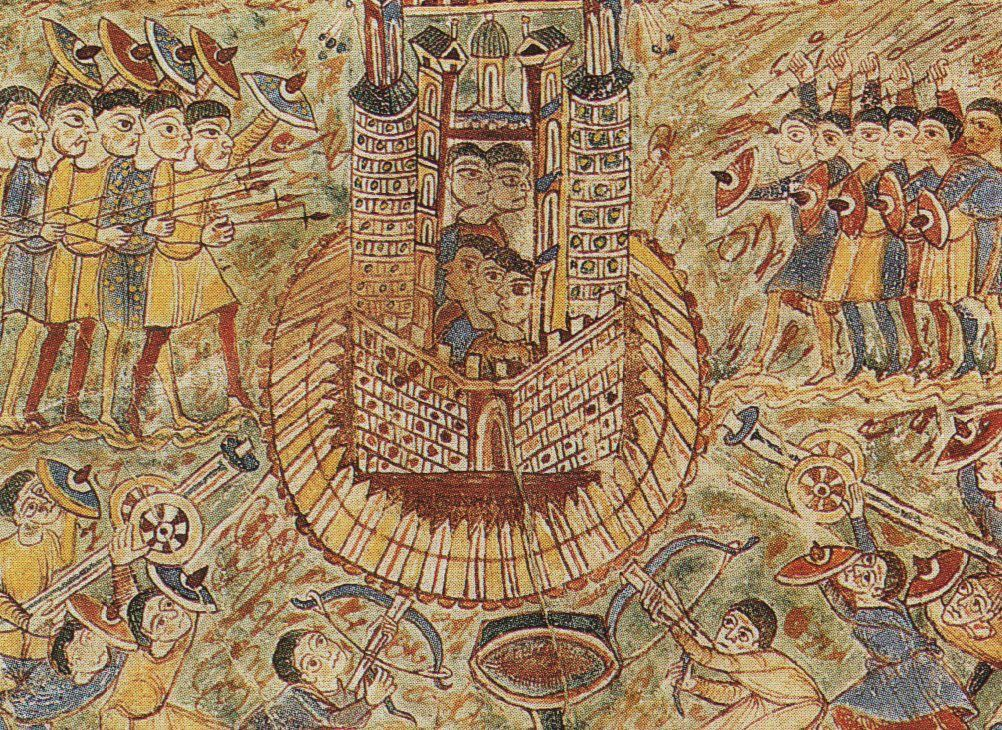
« La Citadelle assiégée », Commentaire d'Ezéchiel (Manuscrit carolingien, IXe siècle, Bibliothèque Nationale de France, Paris).

#### Charles de Lorraine contacte Adalbéron et Gerbert
Une fois élu, Hugues Capet rend la cité de Verdun à la maison d'Ardennes, dont le chef Godefroi vient d'être libéré (été 987). Le nouveau monarque espère ainsi renforcer son alliance avec Adalbéron et montrer à Otton III que la Lotharingie ne l'intéresse pas. Mais le Capétien doit aussi faire face à de nombreux opposants, en particulier Charles de Lorraine (le frère du roi défunt Lothaire). Ce dernier réapparaît en 988 lorsqu'il s'empare de la ville de Laon, un des derniers bastions carolingiens. Le duc de Lorraine sait qu'il ne peut s'emparer du pouvoir sans l'aval de Reims. Il se décide à contacter Gerbert puis son maître Adalbéron. Gerbert répond à sa missive :

« Si mon service peut être profitable à Votre Excellence, je m'en réjouirais. Et si je ne suis pas venu à vous selon vos ordres c'est à cause du climat de terreur entretenu par vos soldats et répandu dans toute la contrée. »

— Gerbert d'Aurillac à Charles de Lorraine, Correspondance, juin 988.
Gerbert n'est pas indifférent aux appels de Charles. Ancien partisan de la mutatio regni, il est soudain pris d'état d'âme. Cette volte-face est-elle due à l'association de Robert le Pieux à son père mettant à néant le projet ottonien ? Gerbert dira par la suite : « Le frère du divin Auguste Lothaire, héritier du trône, en a été chassé ; ses rivaux [Hugues Capet et Robert le Pieux] ont été faits inter-rois, comme c'est l'opinion de beaucoup. De quel droit l'héritier légitime a-t-il été ex-hérédé ? ». Les contemporains sont décidément incapables d'abandonner un principe héréditaire enraciné dans la tradition franque.
Adalbéron, lui, est convoqué au synode des évêques réuni par Hugues Capet et Robert le Pieux pour savoir de quelle manière ils vont déloger le duc Charles de Lorraine. On y décide collégialement d'assiéger la cité laonnoise : à la fin du mois de juin 988, Hugues marche vers la ville à la tête de 6 000 guerriers. D'après les sources, l'archevêque de Reims serait présent au second siège : c'est un véritable échec (automne-hiver 988). Recevant à son tour une lettre de l'usurpateur, le prélat lui répond :

« Comment pouvez-vous me demander conseil, à moi que vous considériez comme un de vos pires ennemis ? Comment pouvez-vous donner le nom de « père » à celui auquel vous vouliez ôter la vie ? (…) Qui étais-je en effet pour imposer à moi seul un roi des Francs ? Ce sont là des affaires d'ordre public et non d'ordre privé. (…) Je ne puis oublier, le bienfait que vous m'avez rendu lorsque vous m'avez soustrait de l'ennemi [probablement lors du siège de Louis V à Reims] (…). Je pourrais vous dire davantage et vous montrer que vos partisans sont des imposteurs et cherchent à réaliser leurs ambitions à travers vous. »

— Adalbéron de Reims à Charles de Lorraine, Correspondance, août 988.
Comme Gerbert, Adalbéron ne se montre pas vraiment opposé à une négociation avec Charles. À la fin de sa missive, il dit que leurs relations futures dépendront du sort de son neveu Adalbéron de Verdun, prisonnier de Eudes de Blois et de Herbert de Vermandois, alliés du duc Charles.

#### La mort d’Adalbéron
Préoccupé par ces échecs, Hugues contacte plusieurs souverains afin d'obtenir leur aide. Nous avons connaissance d'une lettre rédigée en juillet 988, sous la plume de Gerbert, dans laquelle le premier Capétien ne se contente pas d'informer l'impératrice Théophano (régente de son fils Otton III) des actions de Charles de Lorraine. En effet, il lui propose une rencontre. Or, étant à Meersburg (près du lac de Constance) au cours du mois d'août, il semble que Théophano ne se soit pas déplacée. Afin d'épauler Hugues Capet, Adalbéron essaie de convaincre ses collègues d'aider le roi des Francs à lutter contre l'usurpation du duc de Lorraine. Ainsi il conjure Adalbéron de Metz de donner suite :

« (…) à ce que contient la lettre royale que je vous ai envoyée, à la fois à cause de votre amitié à notre égard et parce que la paix de l'Église de Dieu a tout à gagner de la paix des princes (…) Si nous sommes privés de votre présence, nous risquons d'être tenus pour infidèle et suspect. »

— Adalbéron de Reims à Adalbéron de Metz, Correspondance, décembre 988.
Enfermé dans sa cité épiscopale, sans nouvelle de l'action de Hugues et de Robert à Laon, Adalbéron est affaibli physiquement. Son armée est incapable d'empêcher les bandes ennemies de ravager les environs de Reims. Il tombe gravement malade au cours du mois de janvier de l'an 989. Se sentant mourir, l'archevêque envoie des messagers auprès du roi pour le prier de se hâter vers Reims. Selon Richer, le prélat craint que le Lorrain ne s'empare d'autres places que celle de Laon. Avertis, Hugues et Robert se mettent aussitôt en route mais lorsqu'ils arrivent à Reims le 23 janvier, Adalbéron vient d'expirer.
Pour les Capétiens, sa mort est un événement grave puisque l'ecclésiastique avait bien servi leur cause et il cimentait la cohésion des évêques de Francie. Selon Richer toujours, le souverain aurait dit à l'aristocratie rémoise de choisir l'archevêque qu'elle souhaitait, avant de pencher pour Arnoul, un bâtard de Lothaire. Les funérailles se déroulent dans la cathédrale de Reims et sont présidées par Hugues Capet. Gerbert d'Aurillac est effondré :

« A celui qui partage toutes mes réflexions et s'y associe, je ne ferai pas de longs discours. En effet, vous savez pourquoi, après le départ vers Dieu de mon père, le bienheureux Adalbéron, je suis resté si longtemps à Reims, vous savez où j'ai tenté de partir, aussi bien avant qu'après que la ville eut été prise par trahison. »

— Gerbert d'Aurillac à Adalbéron, Correspondance, avril 990.
Il est probable qu'afin d'empêcher d'avoir des héritiers des deux derniers candidats carolingiens dont Charles de Lorraine au trône, le roi élit comme nouvel archevêque Arnoul, le fils illégitime du roi Lothaire plutôt que Gerbert d'Aurillac.

#### Sources primitives
Les plus anciennes sources connues sur Adalbéron, et citées par les historiens, sont dues à un anonyme, à Gerbert d'Aurillac (pape Sylvestre II, mort en 1003), et à Richer de Reims (mort en 998).
- Anonyme de Mouzon, Liber fundationis, édition et traduction R. Wattenbach, ?
- Gerbert d'Aurillac, Correspondance, Paris, édition Julien Havet, Picard, 1889.
- Richer de Reims, Histoires, Paris, édition Robert Latouche, Belles-Lettres, 1937.

#### Ouvrages
- Robert Delort (dir.), La France de l'an Mil, Paris, Seuil, 1990 (ISBN 978-2-02-011524-7).
- Dominique Iogna-Prat (dir.), Religion et culture autour de l'an Mil, Paris, Picard, 1990 (ISBN 978-2-7084-0392-5).
- François Menant et al., Les Capétiens. Histoire et dictionnaire. 987-1328, Paris, Robert Laffont, 1999 (ISBN 978-2-221-05687-5).
- Michel Parisse (dir.), Le roi de France et son royaume autour de l'an mil, Paris, Picard, 1992 (ISBN 978-2-7084-0420-5).
- Pierre Riché, Gerbert d'Aurillac. Le pape de l'an Mil, Paris, Fayard, 1987 (ISBN 978-2-213-01958-1).
- Richer de Reims, Le Coup d'État capétien, 888-997, Paris, Paléo Éditions, 2002 (ISBN 978-2-913944-66-4).
- Yves Sassier, Hugues Capet, Paris, Fayard, 1987 (ISBN 978-2-213-01919-2).
- Yves Sassier, Royauté et idéologie au Moyen Âge, Paris, 2000  (ISBN 978-2-200-01656-2).
- Laurent Theis, L'avènement d'Hugues Capet, 3 juillet 987, Paris, Gallimard, 1984 (ISBN 978-2-07-070053-0).
- Laurent Theis, Nouvelle histoire de la France médiévale, vol. 2 : L'héritage des Charles : de la mort de Charlemagne aux environs de l'an mil, Paris, Seuil, coll. « Points. Histoire » (no 202), 1990, 280 p. (ISBN 978-2-02-011553-7).
- Laurent Theis, Robert le Pieux. Le roi de l'an Mil, Paris, Perrin, 1999 (ISBN 978-2-262-01375-2)., Colin

#### Articles
- Xavier Barral i Altet, « Le paysage architectural de l'an Mil », La France de l'an Mil, Paris, Seuil,‎ 1990, p. 169-183.
- Xavier Barral i Altet, « Reliques, trésors d'églises et création artistique », La France de l'an Mil, Paris, Seuil,‎ 1990, p. 184-213.
- Robert-Henri Bautier, « L'avènement d'Hugues Capet », Le roi de France et son royaume autour de l'an mil, Paris, Picard,‎ 1992, p. 27-37.
- Michel Bur, « Adalbéron, archevêque de Reims, reconsidéré », Le roi de France et son royaume autour de l'an mil, Paris, Picard,‎ 1992, p. 55-63.
- Michel Bur, « À propos de la Chronique de Mouzon. Architecture et liturgie à Reims au temps d'Adalbéron (vers 976) », Cahiers de civilisation médiévale, no 27,‎ 1984, p. 297-302.
- Robert Delort, « France, Occident, monde à la charnière de l'an Mil », La France de l'an Mil, Paris, Seuil,‎ 1990, p. 7-26.
- Joachim Ehlers, « Carolingiens, Robertiens, Ottoniens : politique familiale ou relations franco-allemandes », Le roi de France et son royaume en l'an Mil, Paris, Picard,‎ 1992, p. 39-45.
- Olivier Guyotjeannin, « Les évêques dans l'entourage royal sous les premiers Capétiens », Le roi de France et son royaume autour de l'an mil, Paris, Picard,‎ 1992, p. 91-98.
- Michel Parisse, « Qu'est-ce que la France de l'an Mil? », La France de l'an Mil, Paris, Seuil,‎ 1990, p. 29-48.